# Krasivka, Berdîciv
Krasivka (în ucraineană Красівка) este localitatea de reședință a comunei Krasivka din raionul Berdîciv, regiunea Jîtomîr, Ucraina.

## Demografie
Componența lingvistică a localității Krasivka
     Ucraineană (99,23%)
     Alte limbi (0,52%)
Conform recensământului din 2001, majoritatea populației localității Krasivka era vorbitoare de ucraineană (99,23%), existând în minoritate și vorbitori de alte limbi.